# Trasporti in Brasile
Questa voce raccoglie le principali tipologie di trasporti in Brasile.

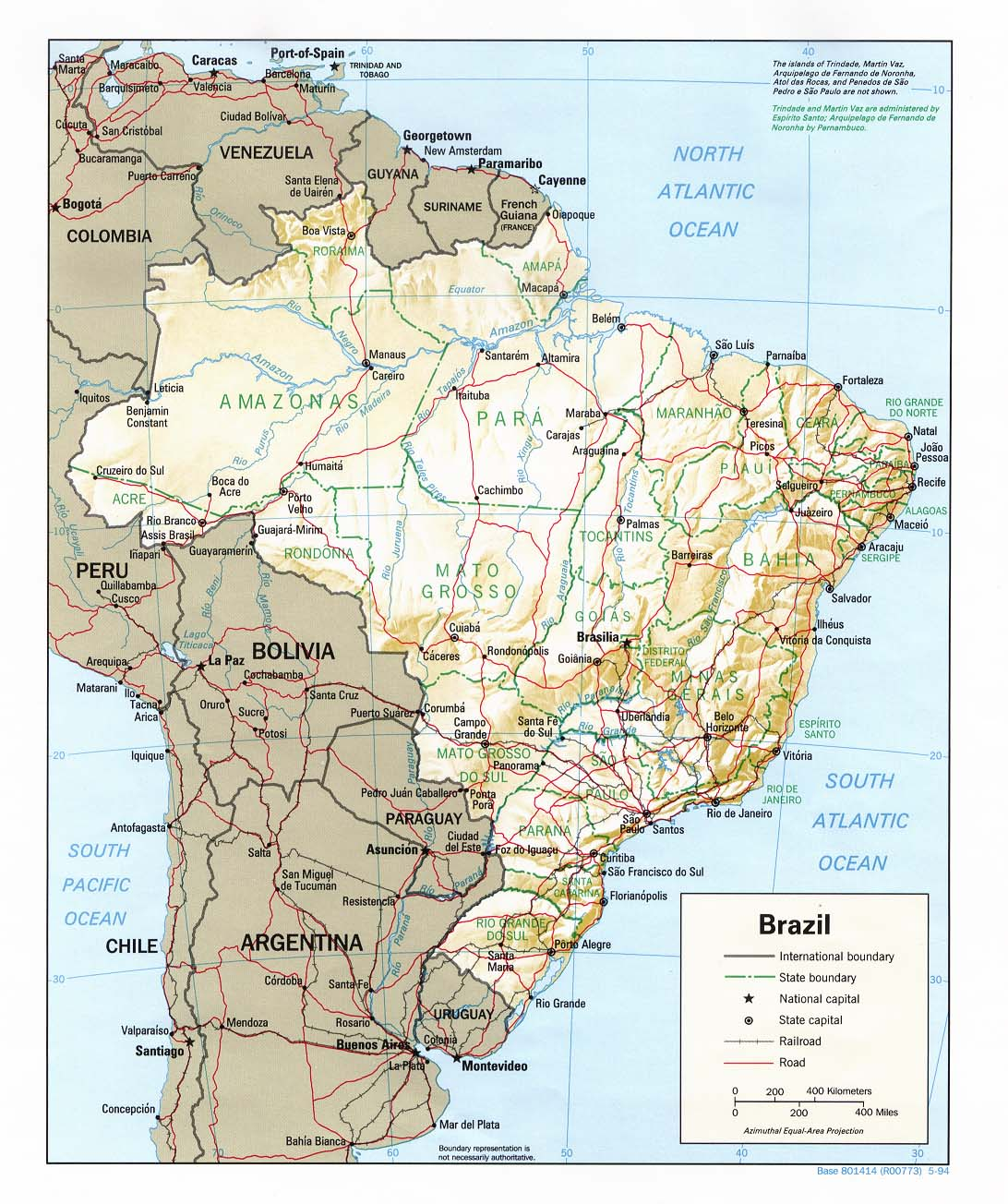
Brasile: carta geopolitica con rete ferroviaria e stradale

## Trasporti su rotaia

### Reti ferroviarie

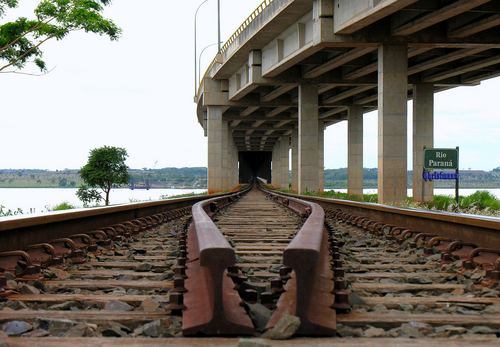
Ferrovia Norte Brasil

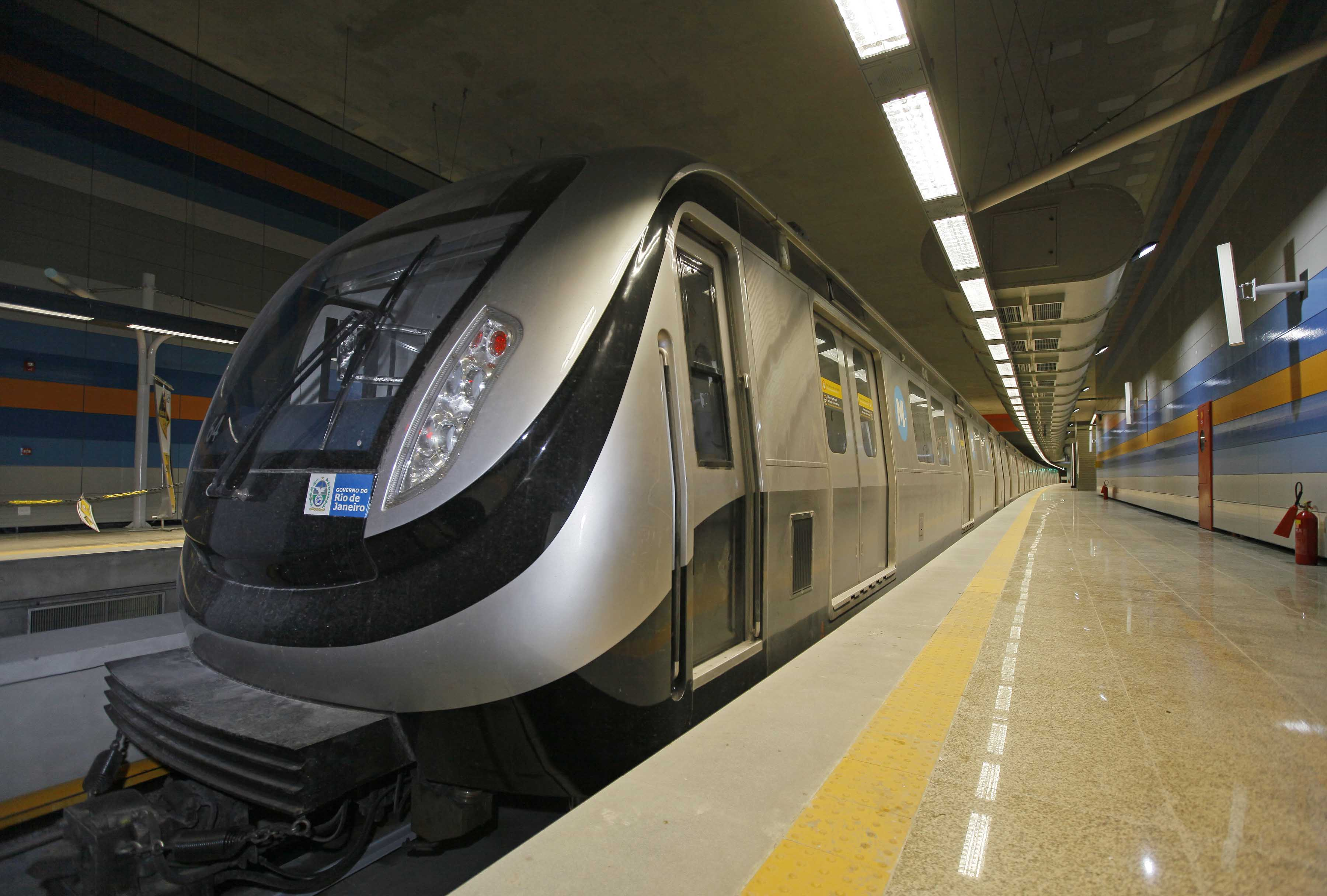
Metropolitana di Rio de Janeiro

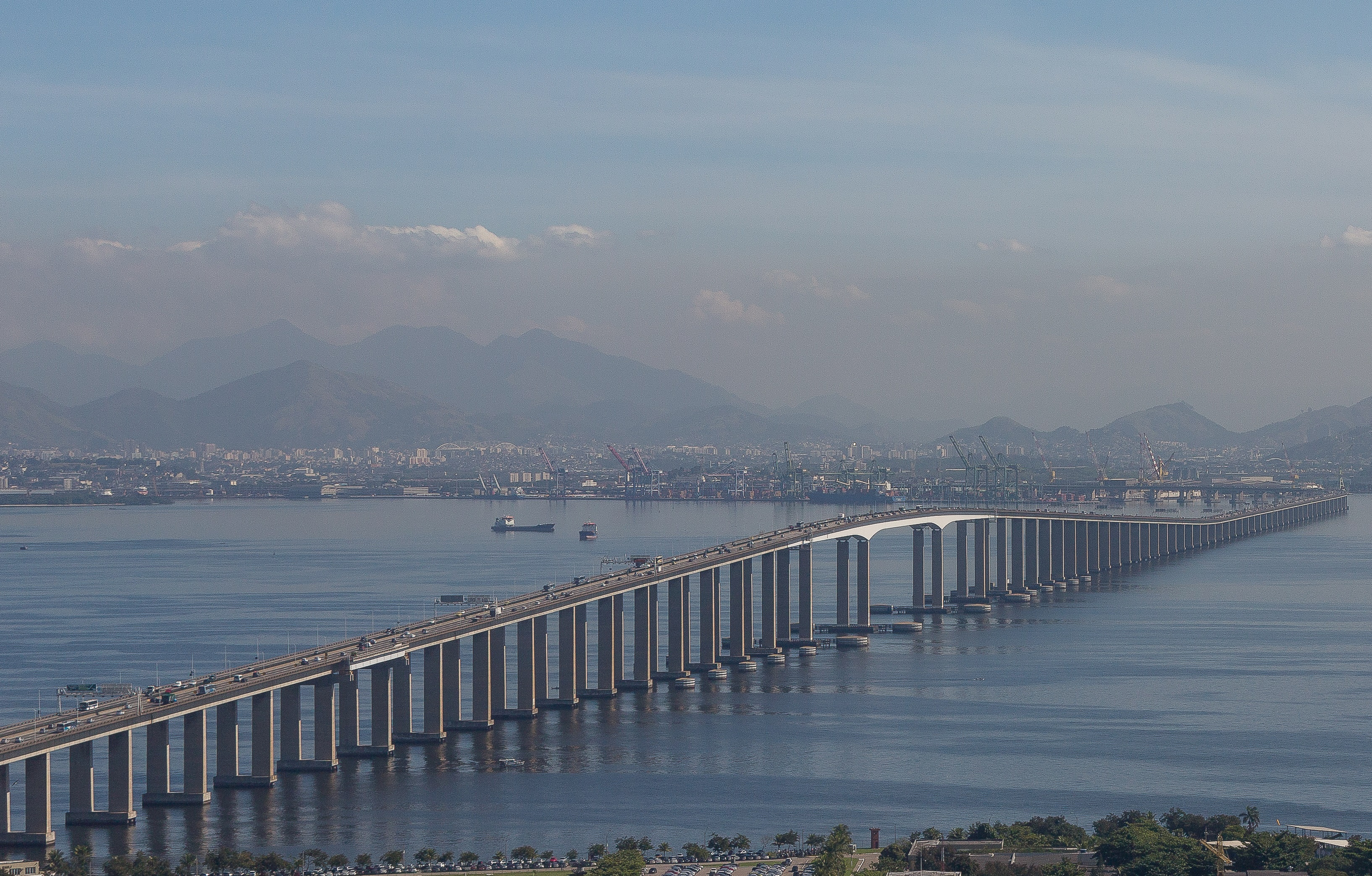
Ponte Rio-Niterói

La rete ferroviaria brasiliana ha un'estensione di circa 30.000 chilometri. Fondamentalmente è utilizzato per il trasporto di minerali. Di solito, il settore ferroviario viene trattato in modo secondario in Brasile, a causa delle difficoltà logistiche, economiche o politiche per installare più ferrovie.
In totale: 27.882 km, 1.122 dei quali elettrificati, escludendo le ferrovie urbane (dati 1999)
- Scartamento ridotto (1000 mm): 23.489 km
- scartamento allargato (1600 mm): 4.057 km
- doppio scartamento (1000 e 1600 mm): 336 km a triplo binario
- Gestore nazionale: Rede Ferroviaria Federal SA (RFFSA).

### Reti metropolitane
In Brasile esistono sistemi di metropolitana nelle seguenti città:
- Belo Horizonte
- Brasilia
- Fortaleza
- Porto Alegre
- Recife
- Rio de Janeiro
- San Paolo
- Porto Alegre

### Reti tranviarie
Attualmente il servizio tranviario, a trazione elettrica, è presente in questa nazione soltanto a Santa Teresa (Rio de Janeiro) ed a Campos do Jordão, dove è presente una rete urbana ed una interurbana, con un suggestivo percorso di 21 km (linea Campos do Jordão - Pindamonhangaba).

## Trasporti su strada

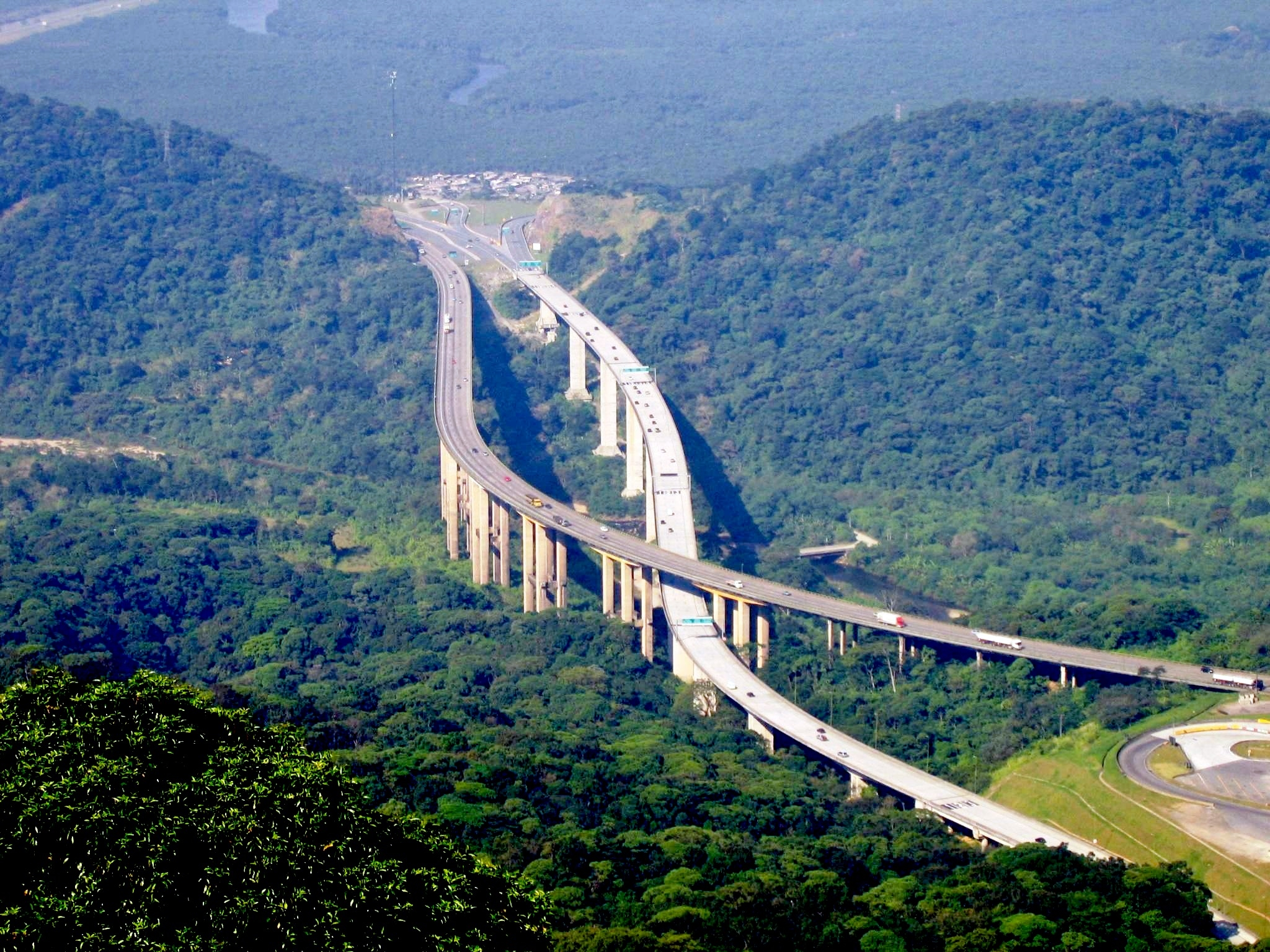
Rodovia dos Imigrantes

Viabilità in Brasile, con la strada duplicata evidenziata in rosso. Lo Stato di San Paolo, che ha il controllo statale sulle strade federali nel suo territorio, ha una rete stradale nel migliore del paese, grazie a questo fatto

### Rete stradale
In totale: 1.700.000 km (dati 2018)
- asfaltate: 215.000 km
- doppie corsie: 17.000 km.

### Reti filoviarie
In Brasile circolano filobus a Santos (dal 1963) e a San Paolo: in quest'ultima città esiste una rete urbana, installata nel 1949, gestita dall'azienda SPT ed una interurbana, inaugurata nel 1988, esercitata dall'EMTU.

### Autolinee
Nella capitale dello Stato, Brasilia, ed in altre zone abitate operano aziende pubbliche e private che gestiscono i trasporti urbani, suburbani, interurbani e turistici esercitati con autobus.

## Porti e scali

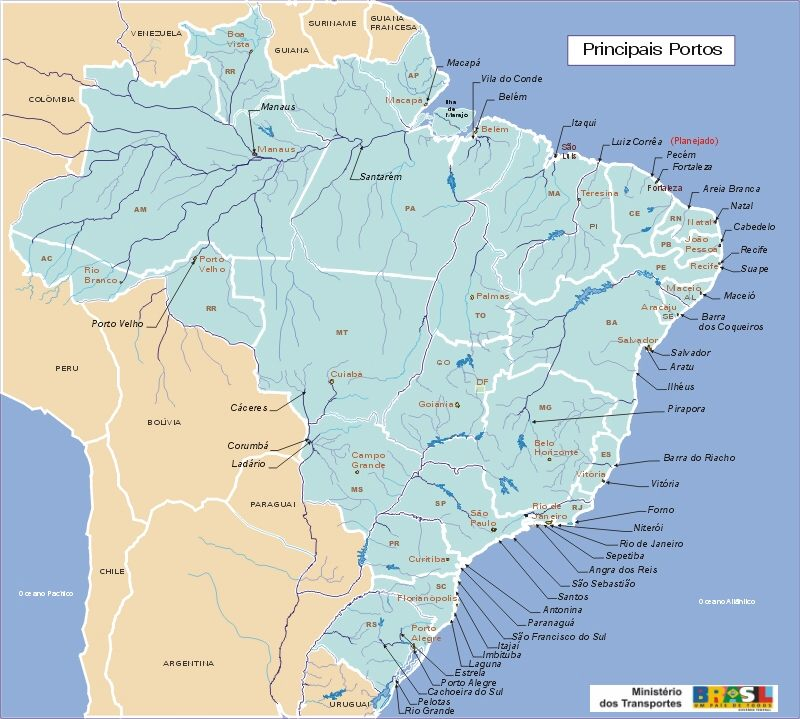
Principali porti del Brasile

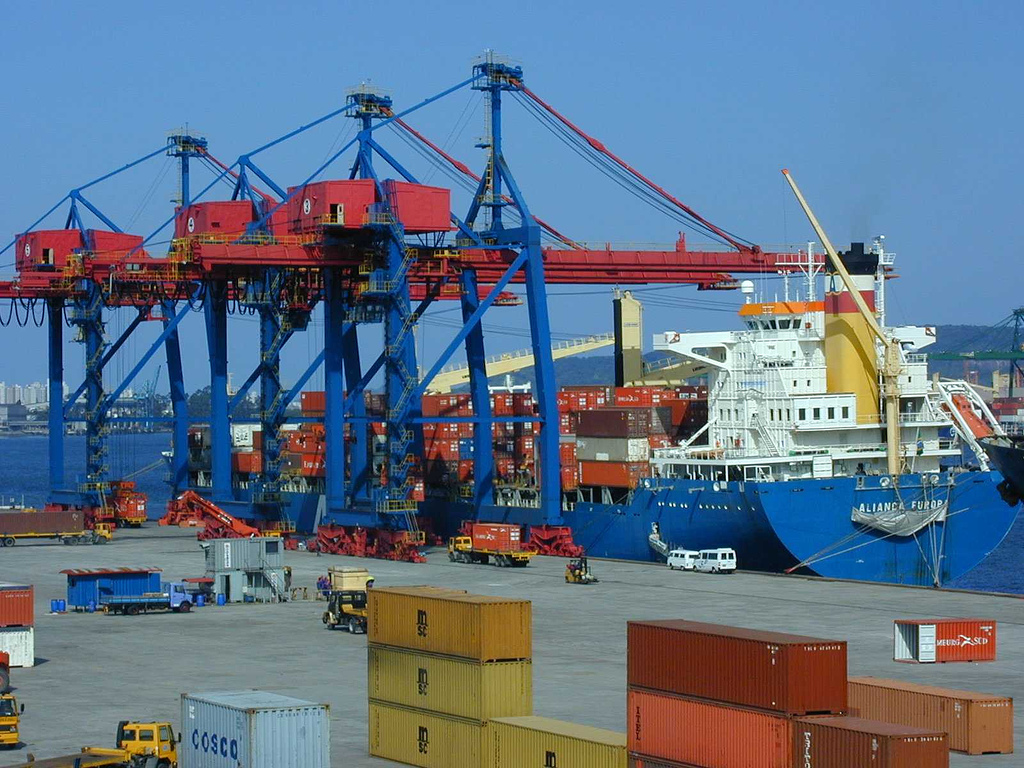
Porto di Santos

Il porto più trafficato del paese e il secondo più trafficato di tutta l'America Latina, perdendo solo per  Porto di Colón, è il Porto di Santos. Altri porti ad alto movimento sono il Porto di Rio de Janeiro, Porto di Paranaguá, Porto di Itajaí, Porto di Rio Grande, Porto di São Francisco do Sul, Porto di Santarém, Ponta da Madeira e Porto di Suape. I 15 porti più attivi del Sud America sono: Porto di Santos (Brasile), Porto di Bahía de Cartagena (Colombia), Callao (Perù), Guayaquil (Ecuador), Buenos Aires (Argentina), San Antonio (Cile), Buenaventura (Colombia), Itajaí (Brasile), Valparaíso (Cile), Montevideo (Uruguay), Paranaguá (Brasile), Rio Grande (Brasile), São Francisco do Sul (Brasile), Manaus (Brasile) e Coronel (Cile).
- Belém, Fortaleza, Ilhéus, Imbituba, Itajaí, Manaus, Paranaguá, Porto Alegre, Recife, Rio de Janeiro, Rio Grande, Salvador, Santos, São Sebastião e Vitoria.

## Idrovie

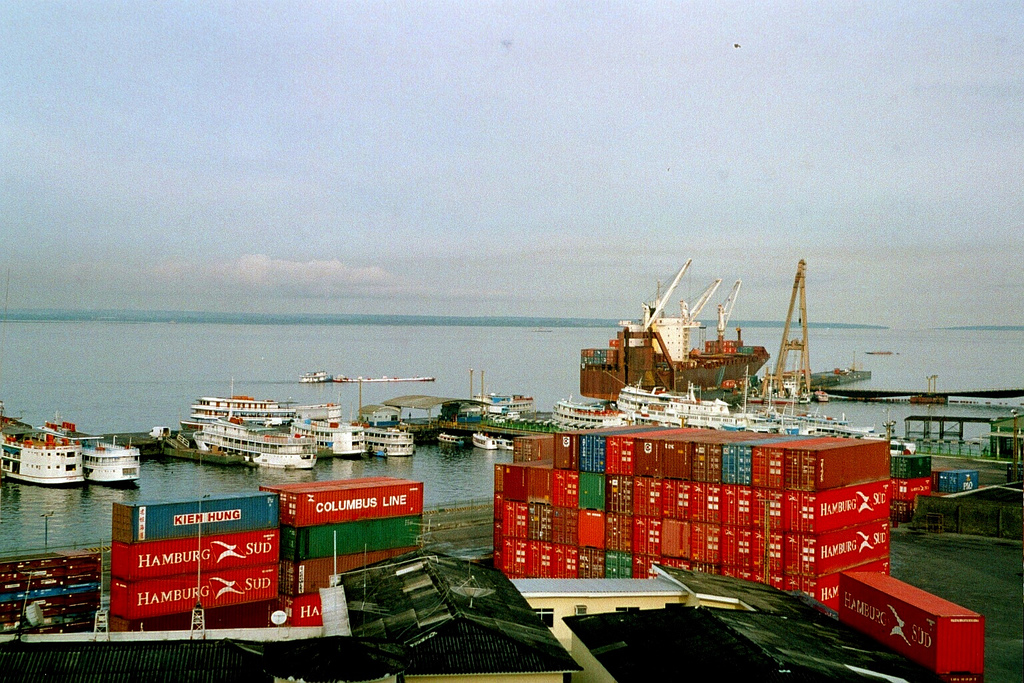
Porto di Manaus sul Rio Negro, il più grande porto fluviale del paese.

La nazione dispone di 50.000 km di acque navigabili (dati 1996).
Tra i principali  rotte navigabili brasiliani, due spiccano: Corso d'acqua Paraná-Tieté (che ha una lunghezza di 2.400 km, 1.600 nel fiume Paraná e 800 km nel fiume Tietê, prosciugando la produzione agricola dagli stati di Mato Grosso, Mato Grosso do Sul, Goiás e parte di Rondônia, Tocantins e Minas Gerais) e Corso d'acqua Solimões-Amazonas (ha due sezioni: Solimões, che va da Tabatinga a Manaus, con circa 1600 km, e Amazonas, che si estende da Manaus a Belém, con 1650 km. Quasi tutto il trasporto di passeggeri dalla pianura amazzonica viene effettuato da questa via d'acqua, oltre a praticamente tutto il trasporto di merci che va al principali centri regionali di Belém e Manaus). In Brasile, questo trasporto è ancora sottoutilizzato: le sezioni più importanti delle vie navigabili interne, dal punto di vista economico, si trovano nel sud-est e nel sud del Paese. Il suo pieno utilizzo dipende ancora dalla costruzione di chiuse, grandi lavori di dragaggio e, principalmente, dai porti che consentono l'integrazione intermodale.

## Trasporti aerei

### Aeroporti

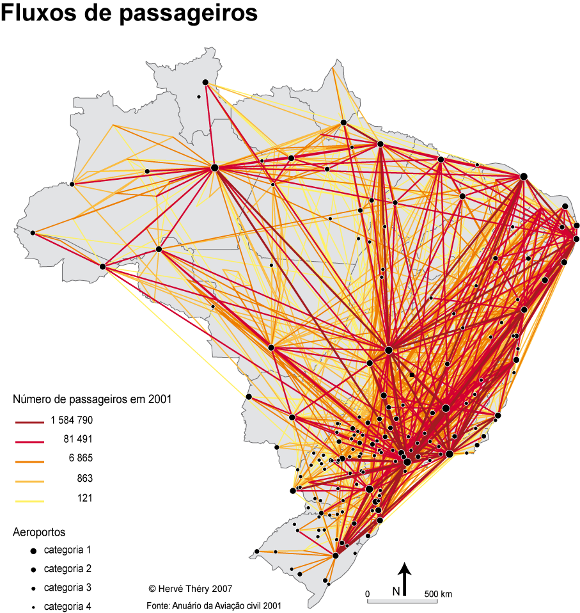
Flusso di passeggeri tra i principali aeroporti brasiliani (2001).

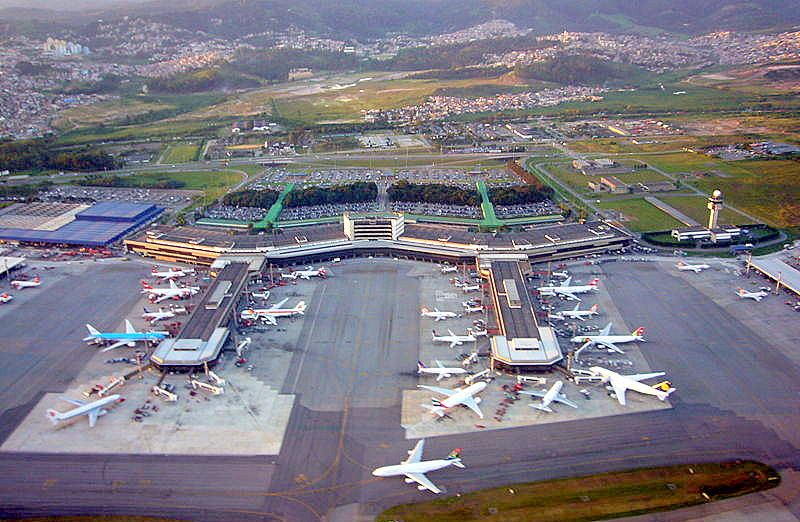
Aeroporto di San Paolo-Guarulhos.

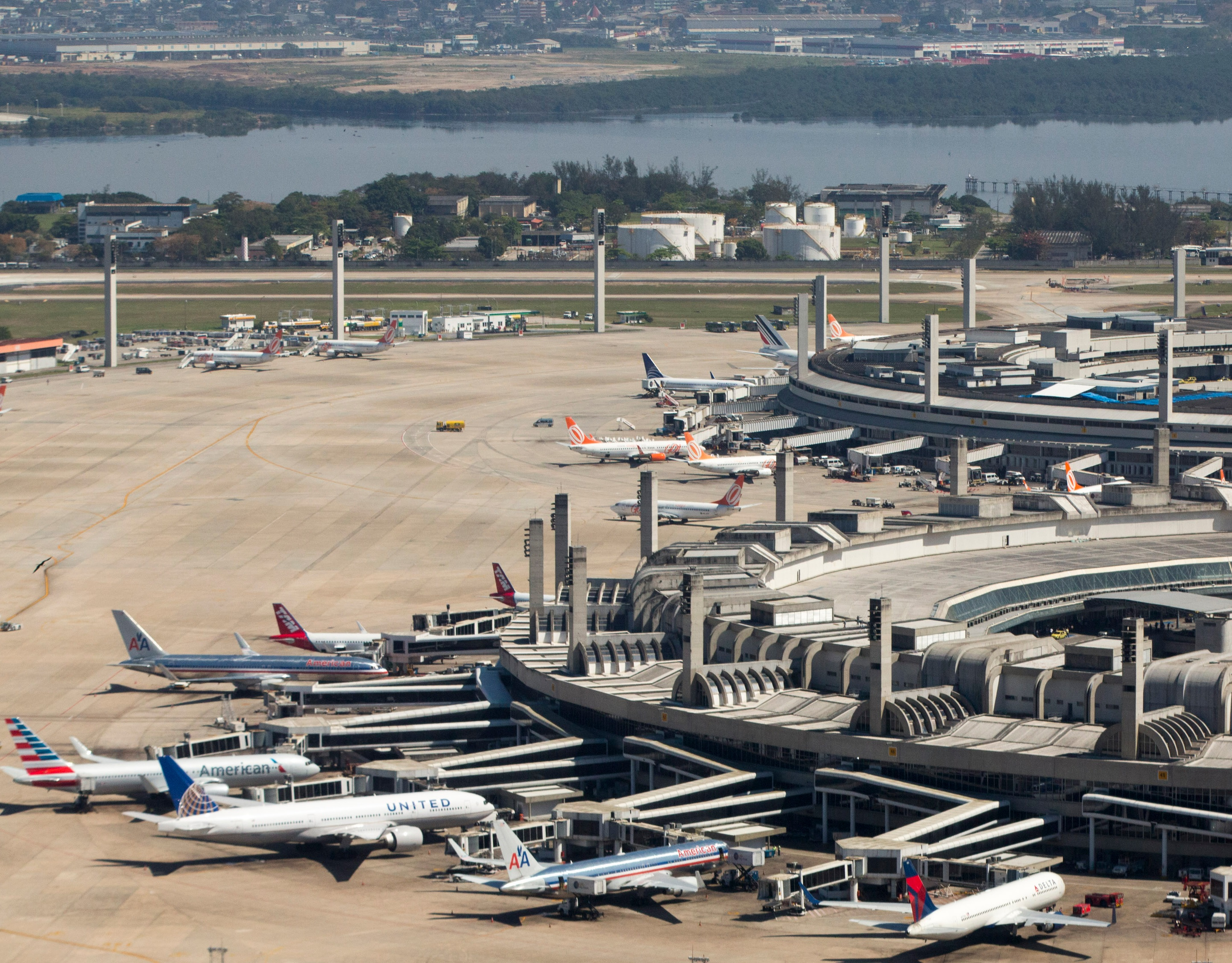
Aeroporto di Rio de Janeiro-Galeão.

Ci sono più di 2.000 aeroporti in Brasile. Il paese ha il secondo più grande numero di aeroporti al mondo, dietro solo agli Stati Uniti. L'Aeroporto di San Paolo-Guarulhos, situato nella regione metropolitana di San Paolo, è il più grande e il più trafficato del paese: l'aeroporto collega San Paolo con praticamente tutte le principali città del mondo. Il Brasile ha 44 aeroporti internazionali, come  Rio de Janeiro,  Brasilia,  Belo Horizonte,  Porto Alegre,  Florianópolis, Cuiabá,  Salvador,  Recife,  Fortaleza,  Belém e  Manaus, tra gli altri. I 10 aeroporti più trafficati del Sud America nel 2017 sono stati: San Paolo-Guarulhos (Brasile), Bogotá (Colombia), San Paolo-Congonhas (Brasile), Santiago (Cile), Lima (Perù), Brasilia (Brasile), Rio de Janeiro. (Brasile), Buenos Aires-Aeroparque (Argentina), Buenos Aires-Ezeiza (Argentina) e Minas Gerais (Brasile).
In totale: 3.277 (dati 1999)
a) con piste di rullaggio pavimentate: 541
- oltre 3047 m: 5
- da 2438 a 3047 m: 20
- da 1524 a 2437 m: 138
- da 914 a 1523 m: 346
- sotto 914 m: 32.

b) con piste di rullaggio non pavimentate: 2.736
- oltre 3047 m: 0
- da 2438 a 3047 m: 0
- da 1524 a 2437 m: 73
- da 914 a 1523 m: 1.306
- sotto 914 m: 1.357.